# Sungai Kuning (Tandun)
Sungai Kuning is een bestuurslaag in het regentschap Rokan Hulu van de provincie Riau, Indonesië. Sungai Kuning telt 2044 inwoners (volkstelling 2010).